# Przylądek Mawsona
Przylądek Mawsona (ang. Cape Mawson) – przylądek położony w południowo-wschodniej części Wyspy Charcota (Antarktyka).
Jest pokryty lodem. Po raz pierwszy został dostrzeżony przez George'a Huberta Wilkinsa w czasie lotu nad wyspą 29 grudnia 1929. Jego nazwa jest uhonorowaniem  Douglasa Mawsona, australijskiego polarnika, m.in. dowódcy Australasian Antarctic Expedition (1911–1914).